# Háromsávos razbóra
A háromsávos razbóra (Rasbora borapetensis) a sugarasúszójú halak osztályába a (Actinopterygii) a pontyalakúak (Cypriniformes) rendjébe és a pontyfélék (Cyprinidae) családjába tartozó faj.

## Előfordulása
Thaiföldön és Nyugat-Malajziában, Kuala Trengganu vidékén honos.

## Megjelenés
Testhossza 4-6 centiméter. Teste nyújtott, hengeres és az oldalán egy szélesebb fekete és egy keskenyebb aranyzöld sáv fut, a faroktő pedig vörös.

## Életmódja
Zooplanktonnal, férgekkel, apróbb rovarokkal és alacsonyabbrendű rákokkal táplálkozik.

## Szaporodása
30-40 ikráját a növények közé rakja. A lárvák a hőmérséklettől függően 36 óra múlva kelnek ki és 4-5 napos korukban már úsznak.